# Песчаное (Калининградская область)
Песчаное — посёлок в Светловском городском округе Калининградской области.

## География
Посёлок Песчаное расположен на юге Самбийского полуострова, в верхнем течении малой реки под названием Граевка, в 16 км к западу от областного центра, города Калининграда, в 12 км к северо-востоку от города Светлого.

## История
По итогам Второй Мировой войны Доротеенхоф вкупе с северной частью Восточной Пруссии (ныне Калининградская область) передан в состав СССР, переименован в Песчаное.

## Население
| 2002 | 2010 |
| ---- | ---- |
| 29   | ↘17  |